# Caius Iulius Iullus (consul en -489)
Pour les articles homonymes, voir Caius Iulius Iullus et Iulius Iullus.
Caius Iulius Iullus est un homme politique romain, consul en 489 av. J.-C.

## Famille
Il fait partie des Iulii Iulli, branche de la gens des Iulii. Fils d'un Caius Iulius, son nom complet est Caius Iulius C.f. Iullus. Il est le frère de Vopiscus Iulius Iullus, consul en 473 av. J.-C., et de Caius Iulius Iullus, consul en 482 av. J.-C.

## Biographie
En 489 av. J.-C., il est consul avec Publius Pinarius Mamercinus Rufus,. Tite-Live, dans son Histoire romaine, ne le cite pas.
Durant leur mandat, la méfiance envers les Volsques entraine leur expulsion de Rome durant la célébration de jeux sur décision des consuls qui parviennent à convaincre le Sénat de l'imminence du danger. Cet incident provoque le ressentiment du peuple volsque qui, mené par Attius Tullus Aufidius et Coriolan, déclare la guerre aux Romains,.